# Kejserdue
Kejserduen (latin: Ducula aenea) er en dueart, der lever i skove. Den er hjemmehørende i den tropiske del af det sydlige Asien fra Indien i vest til Indonesien i øst. Kejserduen har flere underarter, herunder Ducula aenea paulina, der fx lever på øen Sulawesi.
IUCN kategoriserer arten som ikke truet.